# Rifugio Cesare Battisti (Prealpi Venete)
Il rifugio Cesare Battisti è un rifugio situato in Veneto nel comune di Recoaro Terme (Vicenza), nel cuore delle Piccole Dolomiti, a 1.265 metri sul livello del mare.
È dedicato a Cesare Battisti, irredentista italiano.

## Caratteristiche e informazioni
Si trova ai piedi del Gruppo del Carega, sotto il passo della Lora, nella località denominata "Gazza", per cui si presta come ottima base di partenza per le numerosi escursioni turistiche e alpinistiche possibili in zona. È di proprietà della sezione CAI di Valdagno. Ha una capienza di circa 34 posti letto ed è aperto da giugno a settembre. Il resto dell'anno solo nei giorni festivi e prefestivi.

## Accessi
Per la provinciale 246 Valdagno - Recoaro, in contrada Parlati si risale la valle Agno di Lora fino alla Trattoria Obante in caso d'innevamento, o fino al rifugio Battisti ove la strada finisce.

## Ascensioni
- Monte Zevola - 1.976 m
- Lontelόvere - 1.800 m, per la via Soldà (VI) e la via Mascella (VI e 1 passo A1)
- Torrione Recoaro - 1.910 m, per lo spigolo Meneghello (V e VI)
- Vajo del Bìsele: il canalone che sale lungo il versante est del Lontelovere (III e IV)
- Cima Tre Croci - 1.950 m, per la via Soldà (IV)
- Bella Lasta: ardito e lungo spigolo aperto da Gino Soldà (III e IV)

## Traversate
Il rifugio è base di ripiego del sentiero europeo E5 che va dal Lago di Costanza a Venezia e fa tappa proprio sul Carega.

## Curiosità
Il rifugio Cesare Battisti, conosciuto anche come  rifugio della Gazza dal nome della conca prativa nel quale sorge, è molto noto fra i ciclisti vicentini e veneti per l'ascesa che si compie per accedervi da Recoaro Terme. La salita è lunga 10,6 chilometri e presenta un dislivello di oltre 800 metri, per cui richiede un certo impegno e un buon grado di allenamento.